# Eosentomon fichteliense
Eosentomon fichteliense är en urinsektsart som beskrevs av Josef Rusek 1988. Eosentomon fichteliense ingår i släktet Eosentomon och familjen trakétrevfotingar. Inga underarter finns listade i Catalogue of Life.